# Sílvia Pérez Cruz
Sílvia Pérez Cruz est une chanteuse et auteure-compositrice espagnole, née le 15 février 1983 à Palafrugell, dans la province de Gérone.

## Biographie
Sílvia Pérez Cruz est née et a grandi à Palafrugell, sur la Costa Brava. Sa mère, Glòria Cruz, était chanteuse et son père, Càstor Pérez Diz (ca), guitariste, spécialiste de la habanera. Chez elle, elle étudie le piano et le saxophone, et à 18 ans, elle s'inscrit à l'École supérieure de musique de Catalogne à Barcelone, où elle se spécialise en chant lyrique.
Elle travaille ensuite avec un quintette féminin, Las Migas, et avec une dizaine de groupes ou d'artistes tels que Toti Soler ou l'ensemble de percussion Coetus, multipliant les genres musicaux, en chantant aussi bien du flamenco, du jazz, du boléro et du fado,.
Elle se lance dans une carrière solo en 2011, avec un CD, 11 de Novembre, bien accueilli, tout en multipliant les collaborations avec d'autres artistes. En 2012, l'album En la imaginación de Silvia Pérez Cruz et le Javier Colina Trio remporte le prix du meilleur album de jazz contemporain, dans la quatrième édition de los Premios de la Música Independiente. En 2014, l'album Granada avec le guitariste Raül Fernández Miró est disque d'or (20 000 ventes), réinterprétant des morceaux de Enrique Morente, d’Édith Piaf, de Lluis Llach, de Violeta Parra, un poème de Garcia Lorca, des lieder de Robert Schumann, etc.
Son interprétation de la chanson de Chicho Sánchez Ferlosio « Gallo Rojo, gallo negro » / « Los Dos Gallos » est utilisée par le mouvement citoyen des Indignés espagnols, ou le mouvement Nuit debout en France en 2016.

## Récompenses
- Lumières 2021 : Lumière de la meilleure musique pour Josep

## Discographie

### En collaboration
| 2005 | Llama                   | Avec Ravid Goldschmidt                         |
| 2006 | Unas voces              | En tant que membre de Las Migas                |
| 2007 | Immigrasons             | Avec Ernesto Snajer et Raül Fernández          |
| 2008 | We sing Bill Evans      | Avec Joan Díaz Trío                            |
| 2010 | Un sordo s'ho escoltava | En tant que membre de Xalupa                   |
| 2010 | Reinas del matute       | En tant que membre de Las Migas                |
| 2011 | En la imaginación       | Avec Javier Colina Trío                        |
| 2011 | Rompiendo aguas         | En tant que membre de Llama con R. Goldschmidt |

### Album solo
| 2012 | 11 de novembre           | Édition spéciale la même année et édition portugaise en 2013.               |
| 2014 | Granada                  | Avec Raül Fernández Miró                                                    |
| 2016 | Domus                    | BO du film Cerca de tu casa                                                 |
| 2017 | Vestida de nit           | Avec quintette à cordes                                                     |
| 2018 | Joia                     | Double album de compilation publié uniquement au Japon                      |
| 2020 | MA. Live in Tokyo        | Avec Marco Mezquida, enregistré en direct.                                  |
| 2020 | Farsa (género imposible) | Il compile ses propres compositions pour le cinéma, le théâtre et la danse. |
| 2023 | Toda la vida, un día     | Album aux dimensions Folk, jazz, flamenco et latino-américain.              |